# Syzygium carolinense
Syzygium carolinense är en myrtenväxtart som först beskrevs av Gen-Iti Koidzumi, och fick sitt nu gällande namn av Takahide Hosokawa. Syzygium carolinense ingår i släktet Syzygium och familjen myrtenväxter. Inga underarter finns listade i Catalogue of Life.